# Alfred Runggaldier
Alfred Runggaldier (ur. 3 stycznia 1962 w Bressanone) – włoski biegacz narciarski, zawodnik klubu C.S. Carabinieri.

## Kariera
W Pucharze Świata zadebiutował 2 marca 1984 roku w Lahti, zajmując 35. miejsce w biegu na 15 km. Pierwsze pucharowe punkty zdobył 5 stycznia 1986 roku w Bohinju, gdzie był jedenasty w biegu na 5 km stylem dowolnym. Na podium zawodów tego cyklu jedyny raz stanął 17 marca 1990 roku w Vang, kończąc rywalizację w biegu na 50 km stylem dowolnym na trzeciej pozycji. W zawodach tych wyprzedzili go jedynie dwaj Szwedzi: Gunde Svan oraz Torgny Mogren. W klasyfikacji generalnej sezonu 1989/1990 zajął ostatecznie 22. miejsce.
W 1984 roku wziął udział w igrzyskach olimpijskich w Sarajewie, gdzie był siódmy w sztafecie, a w biegu na 30 km został zdyskwalifikowany. Podczas rozgrywanych osiem lat później igrzysk olimpijskich w Albertville zajął jedenaste miejsce w na dystansie 50 km stylem dowolnym. Był też między innymi osiemnasty na tym samym dystansie na mistrzostwach świata w Val di Fiemme w 1991 roku.

## Osiągnięcia

### Igrzyska olimpijskie
| Miejsce | Dzień     | Rok  | Miejscowość | Konkurencja             | Czas biegu | Strata  | Zwycięzca        |
| ------- | --------- | ---- | ----------- | ----------------------- | ---------- | ------- | ---------------- |
| DSQ     | 10 lutego | 1984 | Sarajewo    | 30 km stylem klasycznym | 1:28:56,3  | -       | Nikołaj Zimiatow |
| 7.      | 16 lutego | 1984 | Sarajewo    | Sztafeta 4 × 10 km      | 1:55:06,3  | +4:24,0 | Szwecja          |
| 11.     | 22 lutego | 1992 | Albertville | 50 km stylem dowolnym   | 2:03:41,5  | +6:21,6 | Bjørn Dæhlie     |

### Mistrzostwa świata
| Miejsce | Dzień     | Rok  | Miejscowość   | Konkurencja           | Czas biegu | Strata  | Zwycięzca     |
| ------- | --------- | ---- | ------------- | --------------------- | ---------- | ------- | ------------- |
| 45.     | 20 lutego | 1989 | Lahti         | 15 km stylem dowolnym | 40:39,6    | +3:55,6 | Gunde Svan    |
| 18.     | 17 lutego | 1991 | Val di Fiemme | 50 km stylem dowolnym | 2:03:31,6  | +5:22,9 | Torgny Mogren |

### Puchar Świata

#### Miejsca w klasyfikacji generalnej
- sezon 1985/1986: 41.
- sezon 1986/1987: 40.
- sezon 1987/1988: 48.
- sezon 1988/1989: 53.
- sezon 1989/1990: 22.
- sezon 1990/1991: 27.
- sezon 1991/1992: 30.

#### Miejsca na podium
| Nr | Dzień    | Rok  | Miejscowość | Konkurencja           | Czas biegu | Pozycja | Strata | Zwycięzca  |
| -- | -------- | ---- | ----------- | --------------------- | ---------- | ------- | ------ | ---------- |
| 1. | 17 marca | 1990 | Vang        | 50 km stylem dowolnym | 2:09:33,6  | 3.      | +29,0  | Gunde Svan |